# Kristin Steinert
Kristin Steinert (3 de septiembre de 1987) es una deportista alemana que compitió en bobsleigh en la modalidad doble. Ganó una medalla de plata en el Campeonato Mundial de Bobsleigh de 2011, en la prueba por equipo.

## Palmarés internacional
| Campeonato Mundial | Campeonato Mundial   | Campeonato Mundial | Campeonato Mundial |
| Año                | Lugar                | Medalla            | Prueba             |
| ------------------ | -------------------- | ------------------ | ------------------ |
| 2011               | Königssee (Alemania) | Medalla de plata   | Equipo             |